# 裏紙
裏紙(うらがみ)とは、そのものの裏側に貼ってある紙の総称で、粘着テープの剥離紙などに広く使われる。衣服の裏に使う布を裏地（うらじ）と呼ぶことと類似の用法である。
また、近年では使用済みの用紙で再利用可能なもの（ちらしの裏が白紙のものや、片面印刷した印刷物など）を裏紙と呼ぶことがある。この用法の場合、たとえ再利用可能な用紙であっても、再利用することを前提として保管されていないものは単なる廃棄物であり裏紙と呼ばれることはない。環境負荷低減の観点でオフィスのコピー用紙を再利用することが推奨された際に用語として定着した。

## オフィスでの再利用紙（裏紙）使用
オフィスに複写機やプリンターが普及し、大量発生した用紙の再利用が広まったが、機密情報を印刷した用紙を保存しておくことによる情報漏洩のリスクや、用紙の劣化によるプリンターの紙詰まり問題、さらにはコスト削減の観点ではプリンタの経費で用紙代の占める割合が僅かであることなどから、近年では紙の再利用を推奨するよりはむしろ印刷枚数そのものを削減することがより重視されるようになっている。